# Radio Sago Osorno
Radio Sago es una estación de radio chilena ubicada en la frecuencia 780 kHz del dial AM en Osorno, y que inició sus transmisiones el 4 de septiembre de 1939 y en la frecuencia 94.5 MHz del dial FM en 1999, aunque en esa frecuencia inició sus transmisiones en septiembre de 1980 su radio hermana Osorno FM.

## Historia
En Osorno desde el año 1939, la Radio Sago ha encauzado sus actividades cooperando al desarrollo del comercio y a la industria, cumpliendo con esa finalidad que se ha instituido en Chile, cual es, el servicio de la propaganda radial.
Al referirnos en esta oportunidad a la Radio Sociedad Agrícola y Ganadera de Osorno y que con justicia debe mencionársele entre las instituciones culturales de la ciudad, no podemos substraernos a esa buena impresión de encontrarnos con una emisora que sustenta una pauta de actividad creciente. Administrada con muy buen tino por la Sociedad Agrícola y Ganadera, sustenta en ello su base de responsabilidad. Se estableció en sus comienzos en un departamento proporcionado por dicha institución en su edificio situado frente a la Plaza de Armas.
Se tuvo especial cuidado de diseñar un estudio pequeño pero premunido de todas esas características fundamentales de una emisora de importancia. Se decía entonces que sus estudios ofrecían un aspecto de simpatía que no tenían otros estudios, incluso de la capital. Pero el tiempo impuso nuevas condiciones, las actividades de la emisora crecían y sus comodidades disminuían. Radio Sago trasladó sus estudios a un moderno departamento del tercer piso del Teatro Osorno. Ofreciendo además la risueña realidad de contar con una Radioplatea con capacidad para 150 personas, y en donde la emisora podrá encauzar sus nueva modalidad de programas al que podrá asistir al público auditor de la emisora
Radio Sago con este importantísimo adelanto que le significan sus nuevos y amplios estudios, inicia ahora una segunda etapa de actividades que se basan en la organización estable de programas que se escucharán bajo la responsabilidad de profesionales competentes y con experiencia. Cuenta con su departamento musical a cargo del conocido pianista Tulio Meneses y bajo cuya responsabilidad se prepara en Osorno la afición del canto radial. Los libretos de las diversas audiciones preparados por el conocido periodista Gustavo Wittwer, una oficina de Prensa que redacta los diversos informativos diarios de la emisora, el departamento de Radioteatro que ya empieza a orientar Víctor Phillips Müeller, autor teatral y con larga actividad en este género en Radio del Pacífico de Santiago. Una discoteca amplísima manejada con habilidad y que constituye el fondo esencial de la seriedad de su programación diaria, y además, la presencia de Aníbal Reyna, actor de prestigio del teatro chileno, que orientó sus actividades en la emisora. creando audiciones de ritmo liviano y dinámico y que también ha hincado sus labores en la coordinación en su importante departamento de publicidad de la emisora. Finalmente el aspecto técnico de la Radio Sago lo sirve en forma permanente el departamento a cargo del competente profesional Ricardo Volkman, asegurándose con esto el funcionamiento normal del completo equipo de una radiodifusora que como Radio Sago, aspira cumplir una amplia función cultural en la zona sur del país.
Más tarde, en 1980 se unió una emisora en frecuencia modulada, bautizada como Radio Osorno FM en el 104.5 MHz y con 1 kW de potencia, al año siguiente se pide un aumento de potencia que se le concede y a la vez un cambio de frecuencia pasando a su frecuencia actual 94.5 FM y con 10 kW de potencia, con esto se dio forma a lo que es el Complejo Radial Sago, que con los años se ha convertido en uno de los medios de comunicación más representativos de la zona.
Cerca del tercer milenio y con los cambios radicales en la radiofonia, Sago decide unificar las transmisiones de señal FM con la banda AM en una sola señal.
La programación de contenidos de las emisoras del complejo radial, está orientada a satisfacer los requerimientos de información local, educación, entretención y compañía, de los auditores de toda la zona sur del país.

## Actualidad
La emisora mantiene el contacto con la gente con espacios de denuncia, actualidad local, regional y nacional, espacios deportivos y programas para la gente de la zona. 
Desde mediados de 2015, radio Sago extendió sus transmisiones a la capital regional de Los Lagos, Puerto Montt en el 94.1 FM.
El 1 de junio de 2017 cambió su frecuencia al 96.5 FM en Puerto Montt.
En agosto de 2024 Radio Sago en Osorno separa sus transmisiones en el 94.5 FM la programación habitual y en el 780 AM Radio Sago señal 2 "Señal de Exitos" rememorando la programación histórica de la emisora. Sin embargo la programación musical en el dial AM no duraria mucho volviendo a emitir en simultáneo con el 94.5 FM.

## Antiguas frecuencias
- 104.5 MHz (Osorno); hoy Radio Sinergia. (1980)
- 94.1 MHz (Puerto Montt); hoy Patagonia Radio.